# キヤノンのカメラ製品一覧
キヤノンのカメラ製品一覧（キヤノンのカメラせいひんいちらん）は、キヤノンの発売してきたカメラ関係の製品の一覧である。

## 135フィルム使用カメラ

### レンジファインダーカメラ

#### 独自バヨネットマウントレンジファインダーカメラ
当初は独自規格のバヨネット式マウントを採用した。

#### Jマウントレンジファインダーカメラ
独自のネジマウントであるJマウントになった。

#### Lマウントレンジファインダーカメラ
キヤノンSII型の途中からライカLマウントに切り替わった。「ライカに追いつき追い越せ」という標語を掲げ、戦前とは比べ物にならないほど高品質かつ多機能なカメラが開発され、駐留軍人などに人気を博し対米輸出商品の花形となり、1960年代に入るまでキヤノンの主力製品となった。

### オートフォーカス一眼レフカメラ

#### EFマウントレンズ
EOS IX シリーズ、EOS デジタルシリーズでも使用された。

### コンパクトカメラ
コンパクトカメラは1961年の「キヤノネット」に始まる。

#### デミシリーズ
18x24mm（ハーフ）判カメラ。

#### ダイアル35シリーズ
18x24mm（ハーフ）判カメラ。スプリングによる自動巻き上げ。

#### オートボーイシリーズ

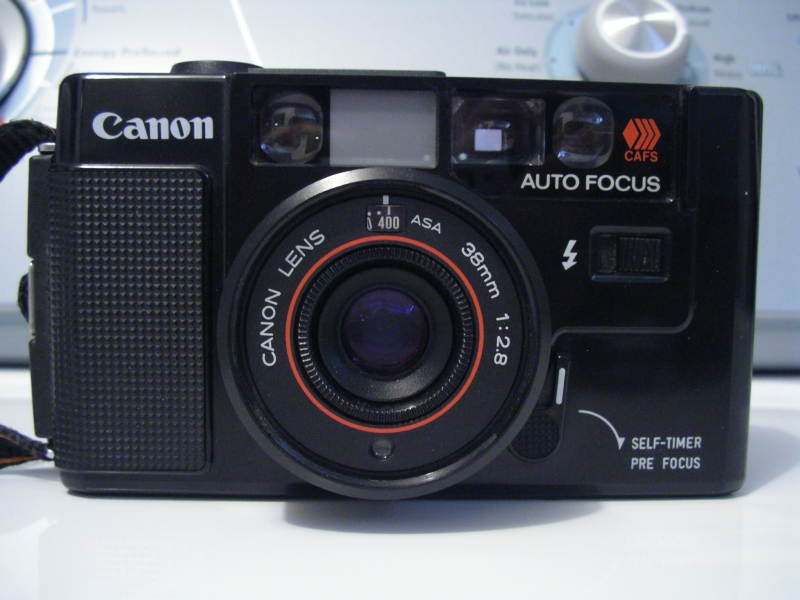
AF35M（オートボーイ）

オートフォーカスコンパクトカメラシリーズ。

## IX240フィルム使用カメラ

### EOS IXシリーズ
EOSシリーズの一環で、他のメーカーと違い、EFマウントを変更することなくAPSに対応させている。

### IXYシリーズ
IXY（イクシ）はAPS対応コンパクトカメラ。北米では「ELPH」、欧州・アジア・オセアニアでは「IXUS」として販売された。

## スチルビデオカメラ
- RC-701（1986年7月発売） - 電子スチルカメラとしては世界初のレンズ交換式一眼レフカメラ。SVマウント、アダプターLA-RC併用によりFDマウントレンズも使用できる。
- RC-760（1988年2月発売） - SVマウント。
- RC-470（1988年11月発売） - 36万画素。コンパクトカメラ型。
- RC-250（1988年11月発売）
- RC-251（1988年11月発売、日本国内発売なし）
- RC-260（1991年1月発売、日本国内発売なし）
- RC-570（1992年4月発売）
- RC-360（1992年10月発売）

## デジタルカメラ
デジタル一眼レフカメラからローエンドモデルまで、独自開発の画像処理プロセッサ「映像エンジンDIGIC」が実装されている。

### EOS デジタルシリーズ

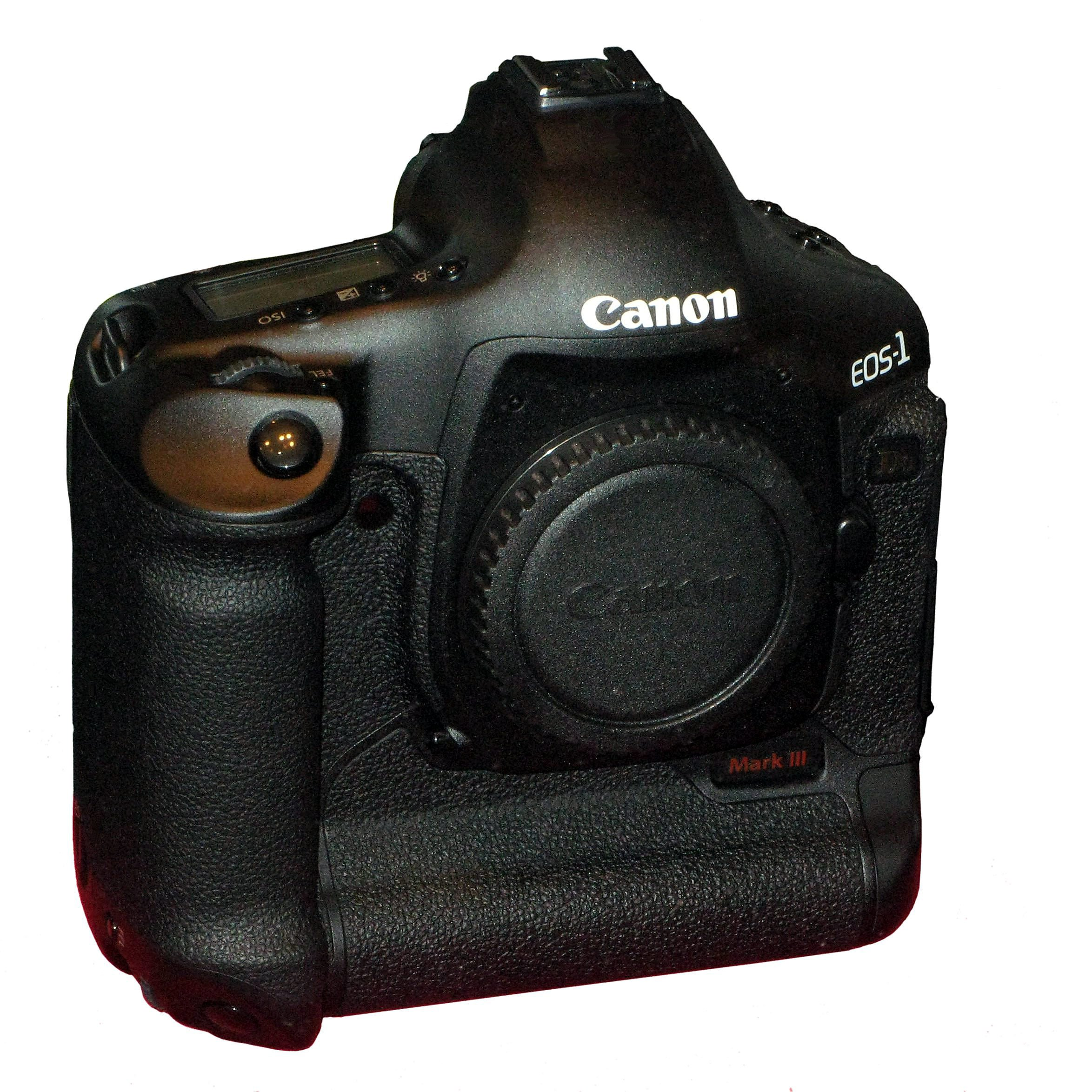
EOS-1Ds MarkIII

EOS デジタルシリーズ（イオス デジタルシリーズ）は、キヤノンが発売してきたオートフォーカスデジタル一眼レフカメラのシリーズである。
EOSシリーズの中にはデジタルシリーズの他に、35mmフィルム、APSフィルム、ミラーレス一眼カメラ、デジタルシネマカメラと、多くのシリーズがある。

### PowerShotシリーズ

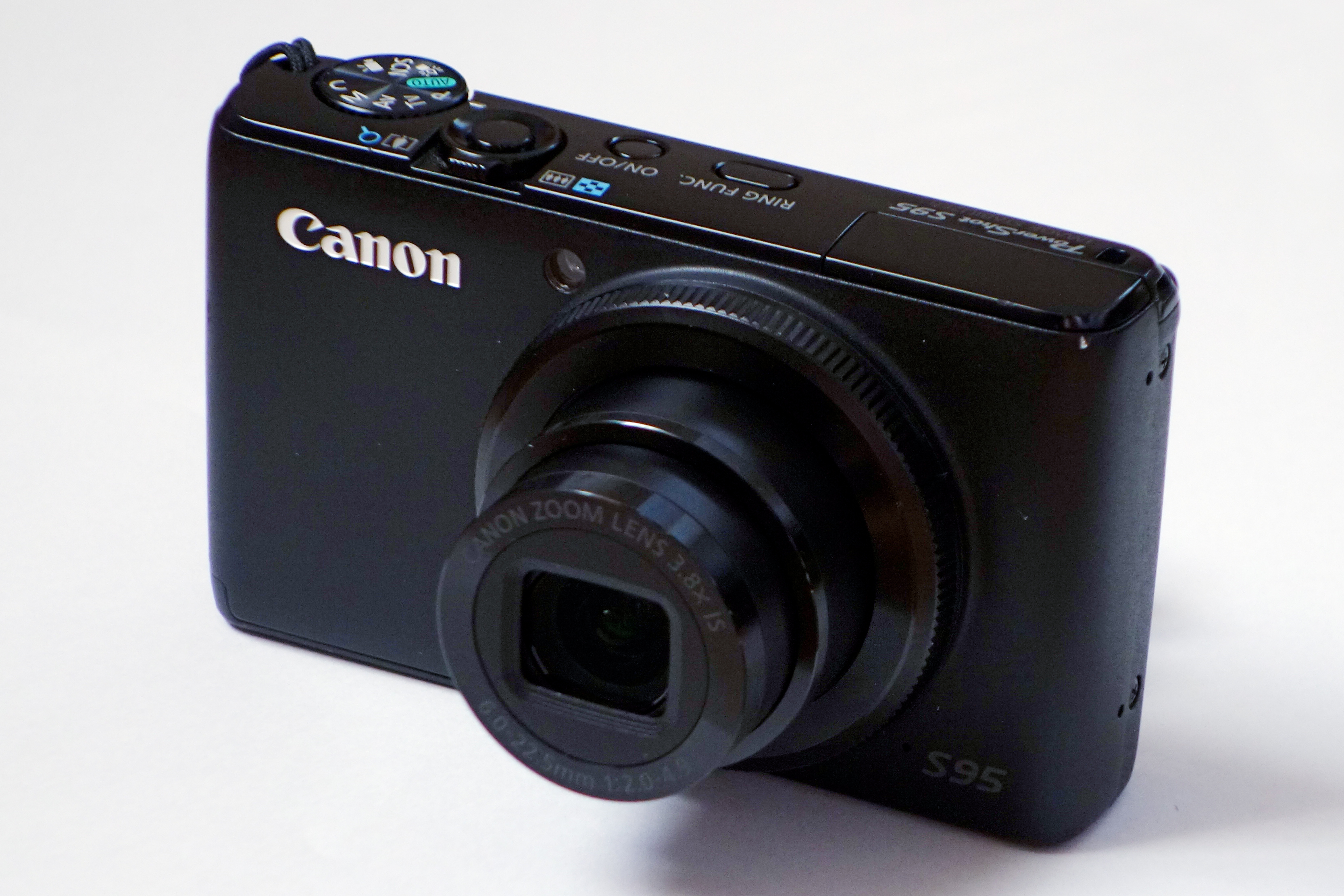
Canon PowerShot S95

PowerShot（パワーショット）シリーズはキヤノン初のデジタルカメラシリーズである。国内ではハイエンドコンパクトからエントリーモデルまでのブランドとして使用されており、その系統別に以下のようなシリーズ分けがなされている。
「PowerShot」の名称は全世界で使用されているが、北米では日本でいうIXYデジタルシリーズもPowerShotシリーズとして発売されている。ただし、「DIGITAL ELPH」が最後に付けられている。

### IXYシリーズ
キヤノンのコンパクトカメラのブランド。

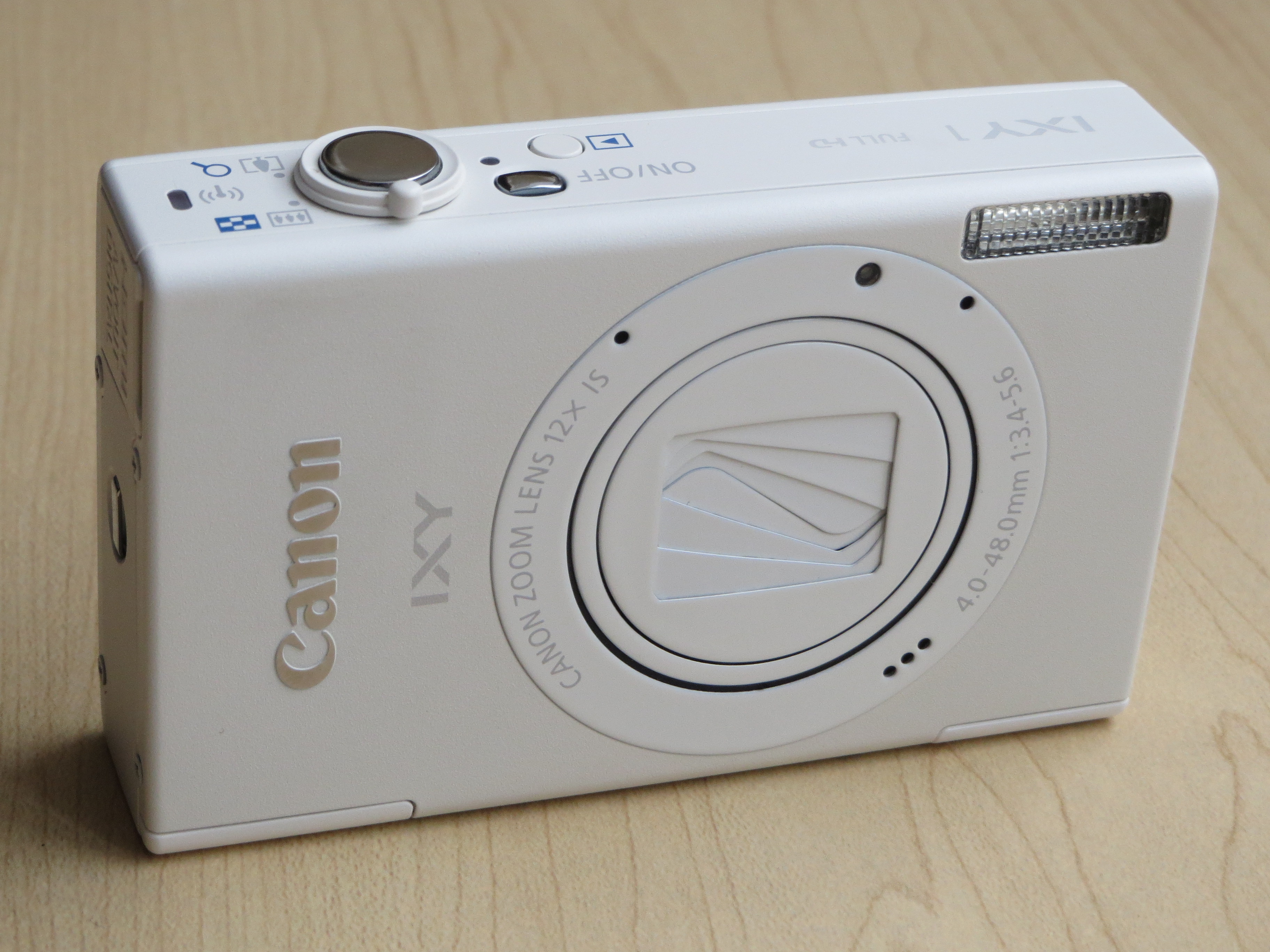
Canon IXY 1

当初は「IXYデジタルシリーズ」と称し、併売していたAPS版「IXY」が生産中止となっても長らく「デジタル」がついていたが、2010年2月19日に発売されたIXY 10S他3機種以降からは「デジタル」が外され、「キヤノン IXY」として販売されている。

## デジタルシネマカメラ

### CINEMA EOS SYSTEM
- EOS C300（2012年1月発売[1]）
- EOS C300 PL（2012年3月発売[1]）
- EOS-1D C（2012年12月発売[2]）
- EOS C500（2012年10月下旬発売予定[3]）
- EOS C500 PL（2012年10月下旬発売予定[3]）
- EOS C100（2012年11月下旬発売予定[3]）

- EOS C100 MarkⅡ（2014年12月発売[4]）
- EOS C300 Mark II（2015年9月発売[5]）
- EOS C700 / EOS C700 GS PL（2016年12月発売[6]）
- EOS C200 / EOS C200B（2017年7月発売[7]）
- EOS C700 FF / EOS C700 FF PL（2018年7月発売[8]）
- EOS C500 Mark II（2019年12月発売[9]）
- EOS C300 Mark III（2020年6月発売[10]）
- EOS C70（2020年11月発売[11]）
- EOS R5 C（2022年3月発売[12]）

```
（
英
:
 
Canon Cinema EOS
）
```

## シネカメラ

### レギュラー8
- シネ8-T（1956年11月発売）
- レフレックスズーム8（1959年10月発売）
- レフレックスズーム8-2（1961年9月発売）
- レフレックスズーム8-3
- モーターズーム8EEE（1962年4月発売）
- シネキヤノネット8（1963年9月発売） - 24×36mm（ライカ）判でベストセラーになったキヤノン キヤノネットシリーズの8mmシネカメラ版。
- シネズーム512（1964年6月発売）

### スーパー8
- ズーム518スーパー8（1964年12月発売）
- ズーム318スーパー8（1965年6月発売）
- オートズーム814スーパー8（1967年3月発売）
- オートズーム518スーパー8（1967年9月発売）
- オートズーム1218スーパー8（1968年4月発売）
- ズーム250スーパー8（1969年2月発売、海外向けのみ）
- オートズーム518SVスーパー8（1971年3月発売）
- オートズーム814エレクトロニク（1972年3月発売）
- オートズーム318M（1972年3月発売）
- オートズーム1014XLエレクトロニク（1973年4月発売）
- オートズーム512XLエレクトロニク（1975年3月発売）
- 514XL（1975年10月発売） - レンズは11群13枚マクロ機構付き9-45mmF1.4電動ズーム固定。
- 310XL（1975年10月発売） - レンズは11群13枚8.5-25.5mmF1.0電動ズーム固定。
- 514XL-S（1976年9月発売） - レンズは9-45mmF1.4電動ズーム固定。
- 814XLエレクトロニク（1977年3月発売）
- 312XL-S（1977年12月発売）
- 1014XL-S（1979年5月発売） - スーパー8。レンズは14群17枚マクロ機構付き6.5-65mmF1.4電動ズーム固定。
- 814XL-S（1979年5月発売） - スーパー8。レンズは13群16枚マクロ機構付き7-56mmF1.4電動ズーム固定。
- AF514XL-S（1980年3月発売） - 514XL-Sをオートフォーカス化したモデル。
- AF310XL（1982年9月発売） - レンズは8.5-25.5mmF1.0電動ズーム固定。
- AF310XL-S（1982年9月発売）

### シングル8
- シングル8 518（1965年12月発売）
- シングル8 518SV（1970年11月発売）

### ダブルランスーパー8
- ズームDS-8（1970年3月発売）

### 16mm
主に「スクーピック」ブランドで販売された。スクーピックはスクープから作られた造語である。
- スクーピック16（Scoopic16 、1965年6月発売）
- サウンドスクーピック100（1970年10月発売）
- サウンドスクーピック200（1970年10月発売）
- サウンドスクーピック200S（1972年9月発売） - シングル録音可能。24コマ/秒のみ。レンズはマクロ機構付きキヤノン12.5-75mmF1.8固定。EE機構はTTL測光による。電源は専用Ni-Cd24V電池。
- サウンドスクーピック200SE（1972年10月発売）
- サウンドスクーピック200S10（1972年10月発売） - サウンドスクーピック200Sをバヨネットマウント仕様としたもので、標準的には人工蛍石を使用したキヤノン12-120mmF2.2（T2.7）がセットされていた。
- スクーピック16M（1973年4月発売）- カメラの取り扱いに慣れない記者や通信員にも使用できるよう日本放送協会と共同で開発された。レンズはマクロ機構付きキヤノン12.5-75mmF1.8固定、アタッチメントφ72mmねじ込み。EE機構はCdS外部測光により、測光範囲はズームレンズを38mmにした場合とほぼ同じ。電源は専用Ni-Cd12V電池。1コマ撮り可、16-64コマ/秒。
- スクーピック16MN（1974年9月発売）- スクーピック16Mとほぼ同型であるが、ゼラチンフィルターを使用する点と1コマ撮り不可である点が異なる。
- スクーピック16MS（1977年発売）
- システマサウンド16（1979年3月発売） - シングル録音、ダブル録音可能。ニューアリフレックスマウントを採用した。標準的にはマクロ機構付きキヤノン12-120mmF2.2（T2.7）がセットされており、他のレンズではEE機構が働かない。EE機構はSPD素子によるTTL測光。

## 引き伸ばしレンズ
- キヤノンE50mmF3.5.5（1964年発売）

## ビデオカメラ
民生用ビデオカメラ事業は撤退した。

### VHSビデオカメラ
- VC-100（1981年4月発売） - レンズは13-65mmF1.8手動ズーム固定。
- VC-10（1982年4月発売） - レンズは12群14枚マクロ機構付き11-70mmF1.4電動ズーム固定。
- VC-20（1983年9月発売）
- VC-200（1984年4月発売）
- VC-30（1984年10月発売）

### 8mmビデオカメラ
- VM-E1（1985年10月発売）キヤノン初のVTR一体型カメラ
- VM-E1N（1986年8月発売、海外向けのみ）
- VM-E2（1987年1月発売）
- VM-E2N（1987年9月発売）
- VM-E20（1987年9月発売）
- VM-E70（1988年1月発売）
- VM-E708（1988年5月発売）
- VM-E77（1988年10月発売）
- E80（1988年12月発売）
- E808（1989年1月発売）
- A1（1989年4月発売）
- E440（1989年5月発売）
- H460（1989年6月発売）
- E640（1989年8月発売）
- H660（1989年9月発売）
- E30（1989年11月発売）
- H680（1989年11月発売）
- E50（1990年2月発売）

### デジタルビデオカメラ
- キヤノンMV1（1997年9月発売）
- キヤノンXL1（1998年2月発売）
- キヤノンCV11（1998年4月発売）
- キヤノンFV1（1998年9月発売）
- キヤノンPV1（1999年3月発売）
- キヤノンUltura/キヤノンMV200（1999年7月発売、国内販売なし）
- キヤノンXV1（1999年9月発売）
- キヤノンFV2（2000年3月発売）
- キヤノンFV10/キヤノンMV300/キヤノンMV300i（2000年5月発売）
- キヤノンFV20（2001年3月発売）
- キヤノンZR25MC/キヤノンMV430i（2001年4月発売、国内販売なし）
- キヤノンFV100 KIT（2001年6月発売） - アクセサリーキット込みのコンパクトモデル。
- キヤノンXL1S（2001年7月発売）
- キヤノンPV130（2001年8月発売）
- キヤノンElura10/キヤノンMV4i（2001年11月発売、国内発売なし）
- キヤノンFV30 KIT（2002年2月発売）
- キヤノンFV200 KIT（2002年3月発売）
- キヤノンXV2（2002年7月発売）
- キヤノンFV40 KIT/キヤノンFV300 KIT（2003年2月発売）
- キヤノンFV M10 KIT（2003年3月発売）
- キヤノンFV M1 KIT（2003年9月発売）
- キヤノンFV50 KIT/キヤノンFV400 KIT（2004年2月発売）
- キヤノンFV M100 KIT（2004年3月発売）
- キヤノンFV M20 KIT（2004年6月10日発売）
- キヤノンXL2（2004年8月28日発売）
- キヤノンFV500 KIT（2005年1月下旬発売）
- キヤノンFV M200 KIT（2005年2月17日発売）
- キヤノンFV M30 KIT（2005年3月3日発売）
- キヤノンFV M300（2006年2月10日発売）

#### IXY DVシリーズ
- IXY DV（2000年9月発売）
- IXY DV 2（2001年9月発売）
- IXY DV 3（2002年5月発売）
- IXY DV M（2002年9月発売）
- IXY DV M2 KIT/IXY DV 5 KIT（2003年9月発売）
- IXY DV M3 KIT（2004年7月9日発売）
- IXY DV M5/IXY DV S1（2005年8月11日発売）

#### iVISシリーズ
- iVIS FS10（2008年4月24日発売）
- iVIS FS21（2009年1月29日発売）

### DVDビデオカメラ
- キヤノンDC10/キヤノンDC20（2005年9月発売）
- キヤノンDC40（2006年3月中旬発売）
- iVIS DC22（2006年9月1日発売）
- iVIS DC50/iVIS DC200（2007年2月発売）
- iVIS DC300（2008年2月29日発売）

### HDビデオカメラ
- キヤノンXL H1（2005年11月発売）
- iVIS HV10（2006年9月発売）
- キヤノンXH A1（2006年11月1日発売）
- キヤノンXH G1（2006年11月発売）
- iVIS HV20（2007年3月発売）
- iVIS HR10（2007年8月発売）
- iVIS HR10/iVIS HG10（2007年8月発売）
- iVIS HF10/iVIS HF100/iVIS HV30（2008年3月発売）
- キヤノンXL H1S（2008年5月発売）
- キヤノンXL H1A（2008年6月発売）
- iVIS HF11/iVIS HG21（2008年8月発売）
- キヤノンXH A1S/キヤノンXH G1S（2008年12月発売）
- iVIS HF S10/iVIS HF20（2009年2月発売）
- iVIS HF S11/iVIS HF21（2009年7月発売）
- iVIS HF M31/iVIS HF R10（2010年2月発売）
- iVIS HF S21（2010年3月発売）
- キヤノンXF300/キヤノンXF305（2010年6月発売）
- iVIS HF M32/iVIS HF R11（2010年8月発売）
- キヤノンXF100/キヤノンXF105（2011年1月発売）
- iVIS HF M41/iVIS HF M43/iVIS HF R21（2011年2月発売）
- iVIS HF G10/キヤノンXA10（2011年3月発売）
- iVIS HF M51/iVIS HF M52/iVIS HF R31（2012年2月発売）
- iVIS HF G20/iVIS HF R42（2013年2月発売）
- キヤノンXA20/キヤノンXA25（2013年6月発売、キヤノンXA25は同年12月にハンドルユニット非同梱モデルを追加）
- iVIS HF R52（2014年1月発売）
- iVIS HF R62（2015年2月発売）
- キヤノンXA30/キヤノンXA35（2015年12月発売）

### 4Kビデオカメラ
- キヤノンXC10（2015年6月発売）